# Хуусари, Виктор Эрикович
Ви́ктор Э́рикович Ху́усари — советский хозяйственный, государственный и политический деятель.

## Биография
Родился в 1897 году в финской семье в Выборгской губернии. Член ВКП(б) с 1919 года.
Участник Гражданской войны. С 1922 года на хозяйственной, общественной и политической работе. В 1922—1958 годах — рабочий на лесозаготовках в Карело-Финской ССР, мастер Кондопожского целлюлозно-бумажного комбината, участник Великой Отечественной войны, мастер шлифовального цеха Кондопожского целлюлозно-бумажного комбината, член Карельского обкома партии.
Избирался депутатом Верховного Совета СССР 3-го и 4-го созывов.
Умер в 1973 году.